# Andreea Pîșcu

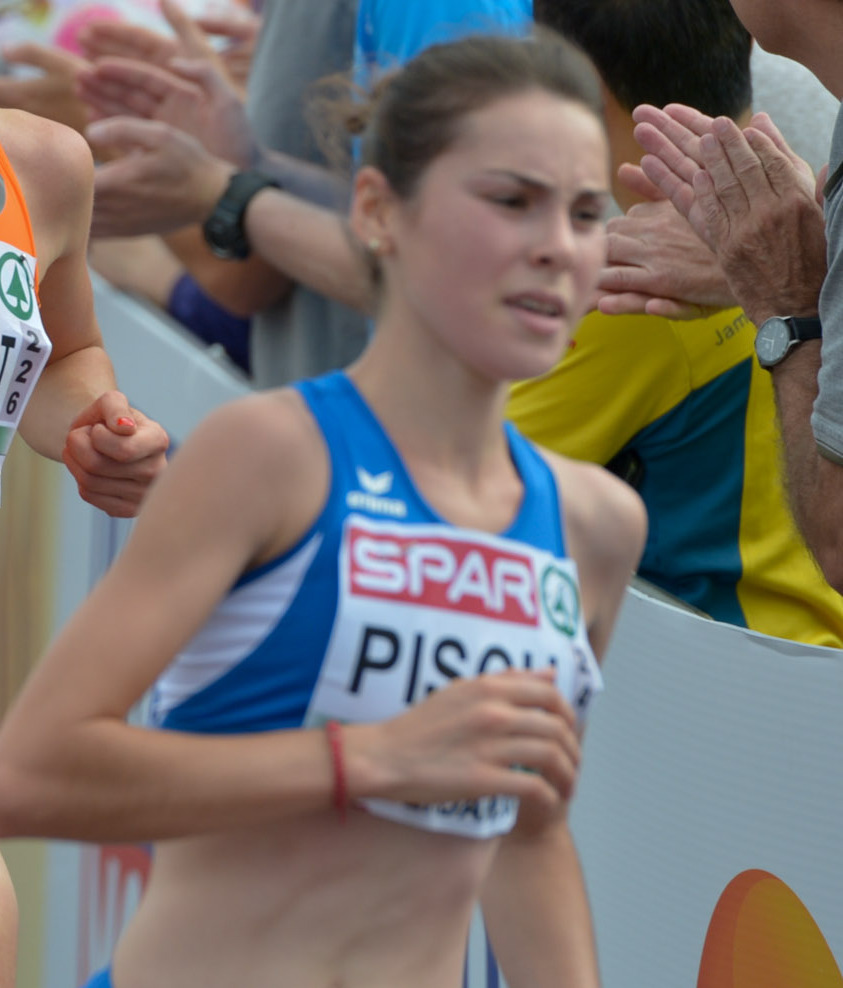
La CE din 2016

Andreea Pîșcu (n. 9 iunie 1996) este o alergătoare română.

## Carieră
Sportiva din Bumbești-Pițic s-a apucat de atletism în clasa a 9-a. La Campionatul European de Cros din 2016 a obținut medalia de bronz cu echipa României, compusă din Ancuța Bobocel, Roxana Bîrcă, Cristina Negru, Paula Todoran, Andreea Pîșcu și Mădălina Florea. La ediția din 2017, la Šamorín, româncele (Ancuța Bobocel, Roxana Bîrcă, Cristina Simion, Paula Todoran, Andreea Pîșcu și Claudia Prisecaru) au cucerit medalia de argint. Tot în acel an Pîșcu s-a clasat pe locul 7 la Campionatul European de Tineret și pe locul 6 la Universiada de la Taipei la 10.000 m.
În anul 2018 echipa feminină a României, compusă din Denisa Dragomir, Andreea Pîșcu, Ingrid Mutter și Iulia Găinariu, a câștigat medalia de bronz la Campionatele Mondiale de Alergare Montană pe distanțe lungi de la Karpacz. Anul următor, la Villa la Angostura, atletele din România (Cristina Simion, Denisa Dragomir, Mădălina Florea, Andreea Pîșcu) au obținut din nou bronzul.
În 2024 ea s-a clasat pe locul 12 la Campionatul European de Alergare Montană de la Annecy, iar cu echipa României (Mădălina Florea, Cristina Simion, Maria Magdalena Bosînceanu) a câștigat medalia de bronz.

## Realizări
| An   | Competiție                               | Locație                       | Loc | Eveniment          | Note     |
| ---- | ---------------------------------------- | ----------------------------- | --- | ------------------ | -------- |
| 2013 | Campionatul European de Cros (U20)       | Belgrad, Serbia               | 83  | 4 km               | 14:51    |
| 2014 | Campionatul European de Cros (U20)       | Samokov, Bulgaria             | 38  | 3,857 km           | 15:35    |
| 2014 | Campionatul European de Cros (U20)       | Samokov, Bulgaria             | 9   | echipe             | 15:35    |
| 2015 | Campionatul European de Cros (U20)       | Hyères, Franța                | 69  | 4,157 km           | 14:53    |
| 2015 | Campionatul European de Cros (U20)       | Hyères, Franța                | 9   | echipe             | 14:53    |
| 2016 | Campionatul Mondial de Semimaraton       | Cardiff, Marea Britanie       | 66  | semimaraton        | 1:17:07  |
| 2016 | Cupa Europeană de 10.000 m               | Mersin, Turcia                | 11  | 10 000 m           | 34:35,06 |
| 2016 | Campionatul European                     | Helsinki, Finlanda            | 45  | semimaraton        | 1:15:47  |
| 2016 | Campionatul European de Cros             | Chia, Italia                  | 41  | 7,97 km            | 27:05    |
| 2016 | Campionatul European de Cros             | Chia, Italia                  | 3   | echipe             | 27:05    |
| 2017 | Cupa Europeană de 10.000 m               | Minsk, Belarus                | 26  | 10 000 m           | 34:39,29 |
| 2017 | Cupa Europeană de 10.000 m               | Minsk, Belarus                | 6   | echipe             | 34:39,29 |
| 2017 | Campionatul European de Tineret (sub 23) | Bydgoszcz, Polonia            | 9   | 5000 m             | 16:19,87 |
| 2017 | Campionatul European de Tineret (sub 23) | Bydgoszcz, Polonia            | 7   | 10 000 m           | 33:51,53 |
| 2017 | Universiada                              | Taipei, Taiwan                | 13  | 5000 m             | 16:22,86 |
| 2017 | Universiada                              | Taipei, Taiwan                | 6   | 10 000 m           | 34:19,79 |
| 2017 | Campionatul European de Cros             | Šamorín, Slovacia             | 45  | 8,23 km            | 28:46    |
| 2017 | Campionatul European de Cros             | Šamorín, Slovacia             | 2   | echipe             | 28:46    |
| 2018 | Campionatul Mondial de Semimaraton       | Valencia, Spania              | 90  | semimaraton        | 1:18:17  |
| 2018 | Campionatul Mondial de Semimaraton       | Valencia, Spania              | 11  | echipe             | 1:18:17  |
| 2018 | Cupa Europeană de 10.000 m               | Londra, Marea Britanie        | 47  | 10 000 m           | 34:12,80 |
| 2018 | Cupa Europeană de 10.000 m               | Londra, Marea Britanie        | 2   | echipe             | 34:12,80 |
| 2018 | Campionatul Mondial de Alergare Montană  | Karpacz, Polonia              | 11  | 36 km (+-2110 m)   | 3:22:32  |
| 2018 | Campionatul Mondial de Alergare Montană  | Karpacz, Polonia              | 3   | echipe             | 3:22:32  |
| 2019 | Universiada                              | Napoli, Italia                | 13  | 10 000 m           | 36:42,68 |
| 2019 | Universiada                              | Napoli, Italia                | 22  | semimaraton        | 1:24:30  |
| 2019 | Campionatul Mondial de Alergare Montană  | Villa la Angostura, Argentina | 26  | 41,5 km (+-2184 m) | 4:18:17  |
| 2019 | Campionatul Mondial de Alergare Montană  | Villa la Angostura, Argentina | 3   | echipe             | 4:18:17  |
| 2022 | Campionatul European de Alergare Montană | El Paso, Spania               | 42  | 17,6 km (+-858 m)  | 1:39:20  |
| 2022 | Campionatul European de Alergare Montană | El Paso, Spania               | 7   | echipe             | 1:39:20  |
| 2024 | Campionatul European de Alergare Montană | Annecy, Franța                | 28  | 7,6 km             | 58:54    |
| 2024 | Campionatul European de Alergare Montană | Annecy, Franța                | 4   | echipe             | 58:54    |
| 2024 | Campionatul European de Alergare Montană | Annecy, Franța                | 12  | 16,5 km (+-960 m)  | 1:28:34  |
| 2024 | Campionatul European de Alergare Montană | Annecy, Franța                | 3   | echipe             | 1:28:34  |

## Recorduri personale
| Probă          | Performanță | Dată              | Locație   |
| -------------- | ----------- | ----------------- | --------- |
| 5000 m         | 16:19,87    | 16 iulie 2017     | Bydgoszcz |
| 10 000 m       | 33:51,53    | 14 iulie 2017     | Bydgoszcz |
| Semimaraton    | 1:15:47     | 10 iulie 2016     | Amsterdam |
| 3000 m în sală | 9:19,55     | 19 februarie 2017 | București |